# Sousedská práva
Sousedská práva označují soubor vzájemných práv a povinností, která mají mezi sebou vlastníci sousedících nemovitostí. Jejich vlastnická práva tak nejsou zcela absolutní, ale jsou reálně omezena, přičemž historicky se jedná o jedno z nejstarších omezení. Sousedská práva se však nevztahují jen na vlastníka, ale i na kohokoliv jiného, kdo má právní titul k užívání určité nemovitosti, např. nájemní smlouvu, a navíc neomezují jen vůči bezprostředním sousedům, ale vůči každému, kdo by mohl být výkonem jeho vlastnického či užívacího práva na svých právech dotčen.
Základní právní úprava sousedských práv je obsažena už na ústavní rovině v Listině základních práv a svobod, která stanoví, že „Vlastnictví zavazuje. Nesmí být zneužito na újmu práv druhých anebo v rozporu se zákonem chráněnými obecnými zájmy. Jeho výkon nesmí poškozovat lidské zdraví, přírodu a životní prostředí nad míru stanovenou zákonem.“ Konkrétní úpravu sousedských práv pak přináší občanský zákoník  v § 1013–1023 v rubrice označené jako omezení vlastnictví, dále v rubrikách Rozhrady v § 1024–1028, Nezbytná cesta v § 1029–1036, Vyvlastnění a omezení vlastnického práva v § 1037–1039 a Ochrana vlastnického práva v § 1040–1042. V současnosti účinný občanský zákoník č. 89/2012 Sb. tak přináší podstatně podrobnější úpravu, než jaká platila do 31. 12. 2013, tj. za účinnosti občanského zákoníku z roku 1964. Tehdejší právní úprava se omezila na jeden paragraf (§ 127), který obsahoval jak generální klauzuli zákazu obtěžování a ohrožování sousedů, tak některé příklady takového zakázaného jednání.
Současná právní úprava přiléhavěji reaguje na aktuální společenskou potřebu vyvolanou rozsáhlými majetkovými přesuny v oblasti pozemkového vlastnictví, rostoucí migraci občanů, zvyšující se počet cizinců i častější provozování různých živností a rodinných závodů.

## Imise
Imise jsou základem sousedského práva. Občanský zákoník zvolil v § 1013 demonstrativní výčet účinků, které nejčastěji pronikají na pozemek jiného vlastníka. Vlastník je tak povinen, zdržet se všeho, co působí, že odpad, voda, kouř, prach, pach, světlo, stín, hluk, otřesy a jiné podobné účinky (imise) vnikají na pozemek jiného vlastníka v míře nepřiměřené místním poměrům a podstatně omezují obvyklé užívání pozemku; to platí i o vnikání zvířat. V praxi nepochybně nelze zcela zabránit vnikání některé z uvedených imisí na sousední pozemek, zejména, pokud se tak děje v omezeném rozsahu (několik listů ze sousedova stromu, případně krátkodobá nevyžádaná hudební produkce). Výjimku tvoří případ, kdy původcem imisí je závod nebo podobné zařízení. Zde zákon vychází z toho, že provoz takového závodu byl řádně úředně schválen. Dotčený soused toho závodu se pak nemůže domáhat toho, aby podnikatel zamezil imisí na jeho pozemek. Má ale nárok na náhradu újmy v penězích.
Konkrétní imise:
- Stínění sousedního pozemku a stavby; obtěžování světlem, odnětí výhledu
- Rušení vodou, pevnými a tekutými odpady; obtěžování kouřem a zápachem
- Obtěžování hlukem a vibracemi
- Šíření plevelů a rostlinných chorob, zemědělská chemie; spad listí a jehličí
- Vnikání chovaných zvířat na sousedící pozemek

## Další sousedská práva
Kromě imisí, které představují nejčastější případ, při kterém se lze setkat s tzv. sousedskými právy, řeší zákon některé další problematické sousedské situace.
Zcela přirozeně působí povinnost vlastníka vydat cizí movitou věc, která se ocitla na jeho pozemku. Vlastník pozemku v takovém případě věc bezodkladně vydá, nebo umožní vlastníku věci věc na pozemku najít a odnést. Pokud movitá věc způsobila na cizím pozemku škodu, může ji vlastník pozemku zadržet, dokud neobdrží jinou jistotu nebo náhradu škody.
Poměrně častým případem z praxe, který nová právní úprava výslovně řeší, jsou plody stromu spadlé na sousedův pozemek. Ty se stávají vlastnictvím vlastníka pozemku, na který spadnou, pokud se ovšem nejedná o pozemek veřejný. Pokud ze sousedova pozemku přesahují větve stromů, je vlastník takto postiženého pozemku oprávněn požádat souseda, aby větve odstranil. Když tak neučiní v přiměřené lhůtě, smí takový vlastník větve odstranit sám, ovšem za předpokladu, že mu tyto větve působí škodu nebo obtíže převyšující zájem na nedotčeném zachování stromu. Zákon rovněž upravuje povinnost neohrozit náležitou oporu sousedního pozemku.

### Rozhrady
Nový občanský zákoník myslí v rubrice Rozhrady i na to, že ploty, zdi, meze, strouhy, a jiné podobné umělé rozhrady mezi pozemky jsou společné, přičemž společnou zeď může každý užívat na své straně pozemku až do poloviny její tloušťky a zřídit v ní výklenky tam, kde na druhé straně nejsou. Nesmí se však učinit nic, co zeď ohrozí a nebo co překáží sousedovi v jeho části. Pokud jsou hranice mezi pozemky neznatelné nebo pochybné, každý ze sousedů má právo požadovat, aby je soud určil podle poslední pokojné držby. V případě, že ji nelze zjistit, určí soud hranici podle slušného uvážení.

### Nezbytná cesta
V rubrice Nezbytná cesta zákon upravuje situaci, kdy se vlastník nemovitosti nemůže dostat ke své nemovitosti jinak, než přes cizí pozemek. Vlastník, který nemůže užívat svůj pozemek z důvodu nedostatečného propojení s veřejnou cestou může žádat, aby mu soused povolil za náhradu nezbytnou cestu přes jeho pozemek. Soud může povolit nezbytnou cestu v takovém rozsahu, který odpovídá potřebě vlastníka nemovité věci řádně ji užívat s náklady co nejmenšími, a to i jako služebnost. Zároveň musí být dbáno, aby soused byl zřízením nebo užíváním nezbytné cesty co nejméně obtěžován a jeho pozemek co nejméně zasažen. To musí být zvlášť zváženo, má-li se žadateli povolit zřízení nové cesty. Soud naopak nepovolí nezbytnou cestu, převýší-li škoda na nemovité věci souseda zřejmě výhodu nezbytné cesty, způsobí-li ten, kdo o nezbytnou cestu žádá nedostatek přístupu z hrubé nedbalosti nebo úmyslně, žádá-li vlastník nezbytnou cestu jen za účelem pohodlnějšího spojení nebo nelze povolit nezbytnou cestu přes prostor uzavřený za tím účelem, aby do něj cizí osoby neměly přístup, ani přes pozemek, kde veřejný zájem brání takovou cestu zřídit.

### Vyvlastnění a omezení práva
V této rubrice zákon upravuje užívání cizí věci. Ve stavu nouze nebo v naléhavém veřejném zájmu lze na nezbytnou dobu a v nezbytné míře použít vlastníkovu věc, pokud účelu nelze dosáhnout jinak. Vlastnické právo lze omezit jen ve veřejném zájmu na základě zákona. Za omezení vlastnického práva nebo vyvlastnění věci vlastníkovi náleží náhrada v plném rozsahu v takové míře, v jaké byl jeho majetek těmito opatřeními dotčen.

## Ochrana sousedských práv
Bránit se proti porušování sousedských práv lze svépomocí, ale pouze přiměřeně a jedině tehdy, kdy zásah ještě hrozí. Jestliže už k němu došlo, je svépomoc vyloučena. Řešením je rovněž jakákoliv dohoda mezi sousedy, která bude vést k odstranění předmětu sporu.
Ochraně soukromých práv se věnuje občanský zákoník ve své první části. Každý, kdo se cítí ve svém právu zkrácen, může se domáhat ochrany u orgánu vykonávajícího veřejnou moc (dále jen „orgán veřejné moci“). Není-li v zákoně stanoveno něco jiného, je tímto orgánem veřejné moci soud. Každý vlastník, který se cítí být obtěžován nad míru přiměřenou místním poměrům v důsledku výkonu vlastnického práva někoho jiného a je podstatně omezen v obvyklém užívání svého pozemku, se může u soudu domáhat nápravy sousedskou žalobou. Výrok soudu směřuje k zákazu určitého rušení. Opatření učiněná žalovaným musí být efektivní a vést ke splnění výroku rozsudku. V případě neplnění rozsudku žalovaným je možné proti němu podat návrh na exekuci prostřednictvím ukládání pokut až do výše 100 000 Kč, které mohou být ukládány i opakovaně.

## Předešlá právní úprava sousedských práv
Sousedská práva byla upravena v § 127 občanského zákoníku (zákona č. 40/1964 Sb.). Právní úprava sousedských práv se omezila na rozdíl od nového občanského zákoníku pouze na jeden paragraf.

### Obecné omezení
Generální klauzule sousedských práv obecně zakazovala:
- nad míru přiměřenou poměrům obtěžovat jiného a
- vážně ohrožovat výkon jeho práv.

Rozdíl mezi obtěžováním a ohrožováním spočívá v tom, že obtěžování pouze činí výkon práv souseda obtížným nebo jen nepříjemným, zatímco ohrožování může výkon těchto práv zcela znemožnit. Kritérium „míry přiměřené poměrům“ pak značí, že tolerované a právo neporušující jednání bude takové, které je mezi sousedy v daném konkrétním místě obvyklé a je třeba ho vždy posuzovat objektivně.

### Konkrétní zákazy a povinnosti
Občanský zákoník pouze příkladmo uváděl některá jednání, která byla v rámci sousedských práv přímo zakázána. Protože šlo ale jen o demonstrativní výčet, nebylo vyloučeno, aby došlo k porušení práva i jiným jednáním, pokud naplnilo generální klauzuli sousedských práv. Jde tedy např. o:
- zákaz ohrožení sousedovy stavby nebo pozemku úpravami vlastního pozemku nebo stavby na něm zřízené bez toho, že by byly učiněny dostatečné upevňovací opatření,
- zákaz imisí (tj. nad míru přiměřenou poměrům obtěžovat hlukem, prachem, popílkem, kouřem, plyny, parami, pachy, pevnými a tekutými odpady, světlem, stíněním nebo vibracemi),
- zákaz vnikání chovaných zvířat na sousedící pozemek a
- zákaz odstraňování kořenů stromu nebo jeho větví přesahujících na sousedící pozemek (tzv. podrosty a převisy), které by bylo nešetrné nebo prováděné v nevhodnou roční dobu (tedy mimo období vegetačního klidu).

Navíc bylo stanoveno zákonné věcné břemeno, spočívající v povinnosti umožnit sousedovi na nezbytnou dobu a v nezbytné míře vstoupit na vlastní pozemek, pokud je to nezbytné k obhospodařování jeho vlastního pozemku či stavby. Nikoli však jen např. kvůli sběru spadlých plodů, v takovém případě bylo možno požadovat jejich vydání, až případně využít i reivindikační žalobu.

### Ochrana sousedských práv
Pokud se vlastník nedomohl svých práv svépomocí či dohodou se sousedem, bylo možné se obrátit na příslušný orgán veřejné správy, kterým nejčastěji byl obecní úřad, aby tento zásah buď zakázal nebo aby porušiteli uložil obnovit předchozí pokojný stav. Správní orgán se nicméně nezaobíral otázkou, zda byl daný zásah protiprávní či ne, zjišťoval pouze, zda k němu došlo a zda zde byl dříve pokojný stav dán. Tato ochrana ovšem nebývala příliš účinná, neboť úředníci obcí neměli s takovou agendou mnoho zkušeností, řízení bývalo zdlouhavé a rozhodnutí nebyla definitivní, pouze předběžné, tudíž ne zcela efektivně vykonatelné.
Někdy tedy nezbývalo, než svá práva chránit soudní cestou, zvláště když bylo možné využít soudní i správní ochrany souběžně. Na základě tzv. negatorní neboli zápůrčí žaloby, pokud byl správně formulován její petit, soud vydal rozhodnutí, kterým porušiteli přikázal se určitého jednání zdržet. Nemohl mu ale uložit nějaké konkrétní opatření vykonat, výjimkou bylo vynucení povinnosti učinit dostatečné opatření proti ohrožení sousedovy stavby nebo pozemku nebo stanovení povinnosti určitý pozemek oplotit. Protože šlo o rozhodnutí definitivní, v případě jeho nerespektování bylo možné je vynutit exekučně.